# Свинка (герб)
Свинка (пол. Świnka, Parcaria, Parvus Sus, Porcaria Sus, Proctaria, Świńska głowa) — гласный польский шляхетский герб.

## Описание герба
В поле червлёном обращенная вправо чёрная кабанья голова, которой нижнюю часть сломала приставленная к голове человечья рука натурального цвета, одетая в голубой рукав. Над короной видна девица в пунцовом платье; она стоит, приложив обе руки к поясу.

## История
Начало этого герба относится к середине X века.

## Отдельные носители
Якуб Свинка (†1314) ― архиепископ Гнезно, активный сторонник объединения Польши под властью Владислава Локотка.
Юзеф Зайончек (1752—1826) — польский и французский генерал и политический деятель.
Владимир Бонавентура Кржижановски (1824―1887) ― участник польского восстания 1848 года, после которого эмигрировал в Америку. В годы американской гражданской войны создал в армии северян польский легион, дослужился до бригадного генерала. Позднее ― политический деятель.

## Герб используют
Błeszyński, Bogusławski, Bratkowski, Cholawski, Czacki, Czaczkowski, Czajewski, Danewicz, Dewknetowicz, Dewknotowicz, Dowknotowicz, Dziwosz, Gawroński, Grabianowski, Grzebski, Grzębski, Grzybieński, Grzymaczewski, Ikierat, Jentkiewicz, Jeżewicz, Jutrkowski, Kaczkowski, Kakanowski, Kakawski, Kakowski, Kamieński, Kamiński, Kania, Krzczonanowski, Krzczonowski, Krzyżanowski, Malborski, Mączeński, Mączyński, Michelsdorf, Mikuszewski, Naniak, Pęciłło, Piotrowski, Podbrzeski, Pomorzański, Porkus (Prokus), Rucki, Semisłowski, Stroliński, Stwoliński, Strzycki, Strzyski, Świnka, Tomisławski, Weppern, Wierzycki, Zajączek, Zieliński